# Stagira
Stagira (grčki: Στάγειρα; takođe Stagiros Στάγιρος ili Stageiros Στάγειρος) je bio starogrčki grad na Halkidikiju, najpoznatiji kao rodno mesto Aristotela. Nalazio se nekoliko kilometara severno od savremenog naselja Stagira, u blizini današnjeg grada Olympias.
Stagira je osnovana godine 655. pre n. e. od jonskih kolonista s ostrva Andros. Kserks I ga je okupirao 480. pre n. e. Kasnije se priključila Delskom savezu pod vođstvom Atine, ali je taj savez napustila 424. pre n. e. godine zato što je atinski demagog Kleon pokrenuo opsadu protiv Stagire 422. godine pre n. e. Kleonovo nespretno vođenje opsade je kasnije postalo predmet satire u Aristofanovoj komediji Vitezovi. Kleon je nedugo nakon toga ubijen u bici kod Amfipolisa.
Filip II Makedonski je kasnije u opsadi imao više uspeha, pa je grad osvojen i srušen. Međutim, kasnije je, u znak zahvalnosti za Aristotelovo poučavanje njegovog sina Aleksandra, Filip ponovno sagradio grad i u njemu naselio bivše stanovnike. Tada su, uz brojne nove kuće, sagrađeni oltari boginji Demetri i akvedukt.

## Spoljašnje veze
- Stranica za putovanja po Grčkoj